# Turva (2013)
Turva je oceánská hlídková loď finské pohraniční stráže. Jejím hlavním operačním prostorem je Finský záliv, přičemž plavidlo může operovat i v zimě. Mezi jeho hlavní úkoly patří hlídkování, mise SAR, monitoring životního prostředí, likvidace ropných skvrn, nebo vlečení jiných plavidel. Může též sloužit jako velitelská loď. Jméno plavidla bylo vybráno z 1358 návrhů zaslaných veřejností.

## Pozadí vzniku

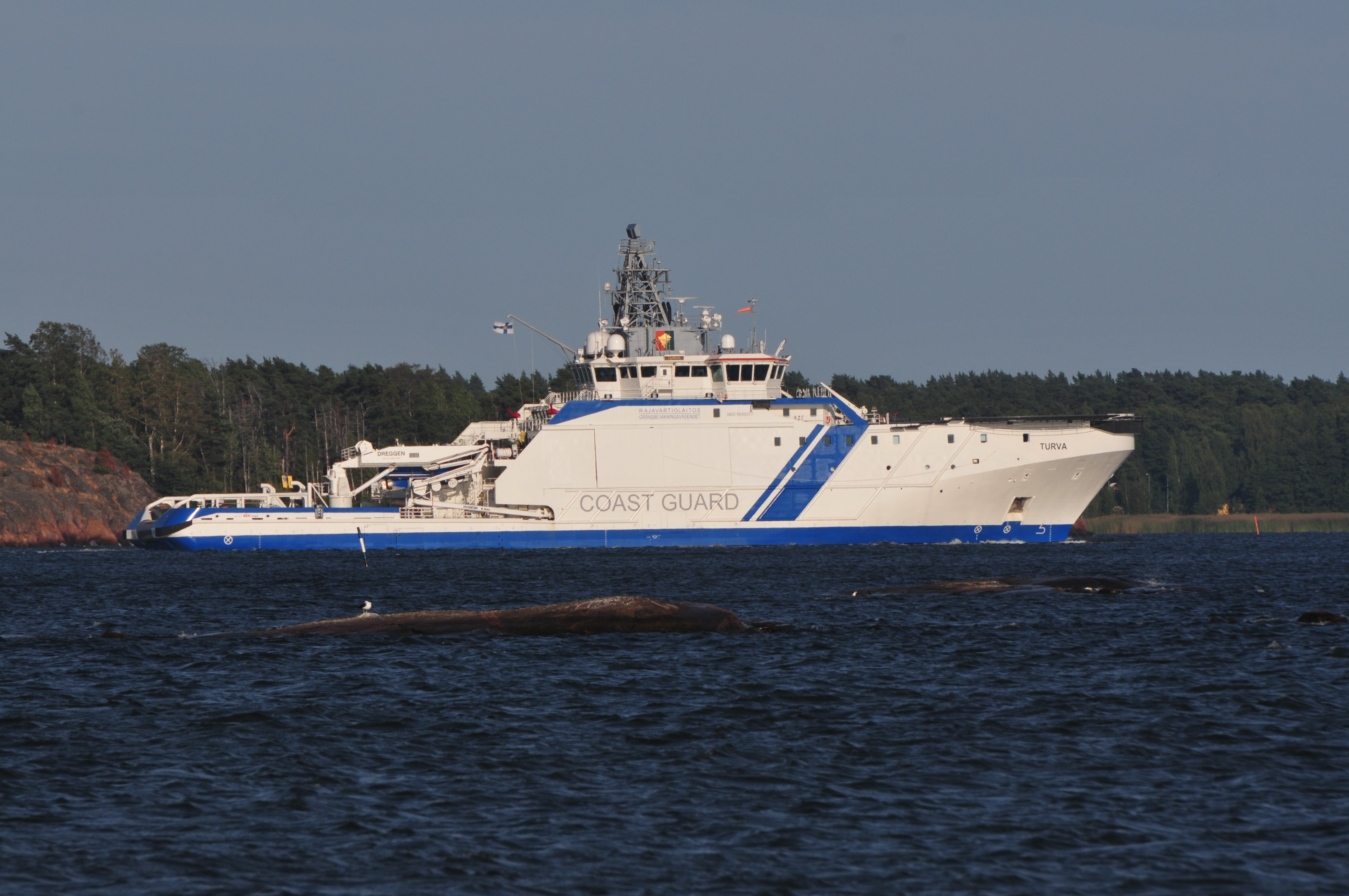
Turva

Stavba plavidla byla objednána v prosinci 2011 u finské loděnice STX Finland ve městě Rauma. Stavba byla zahájena v říjnu 2012 prvním řezáním oceli, přičemž kýl plavidla byl založen v únoru 2013 a trup byl na vodu spuštěn v 2. srpna 2013. Do služby byla loď přijata roku 2014.

## Konstrukce

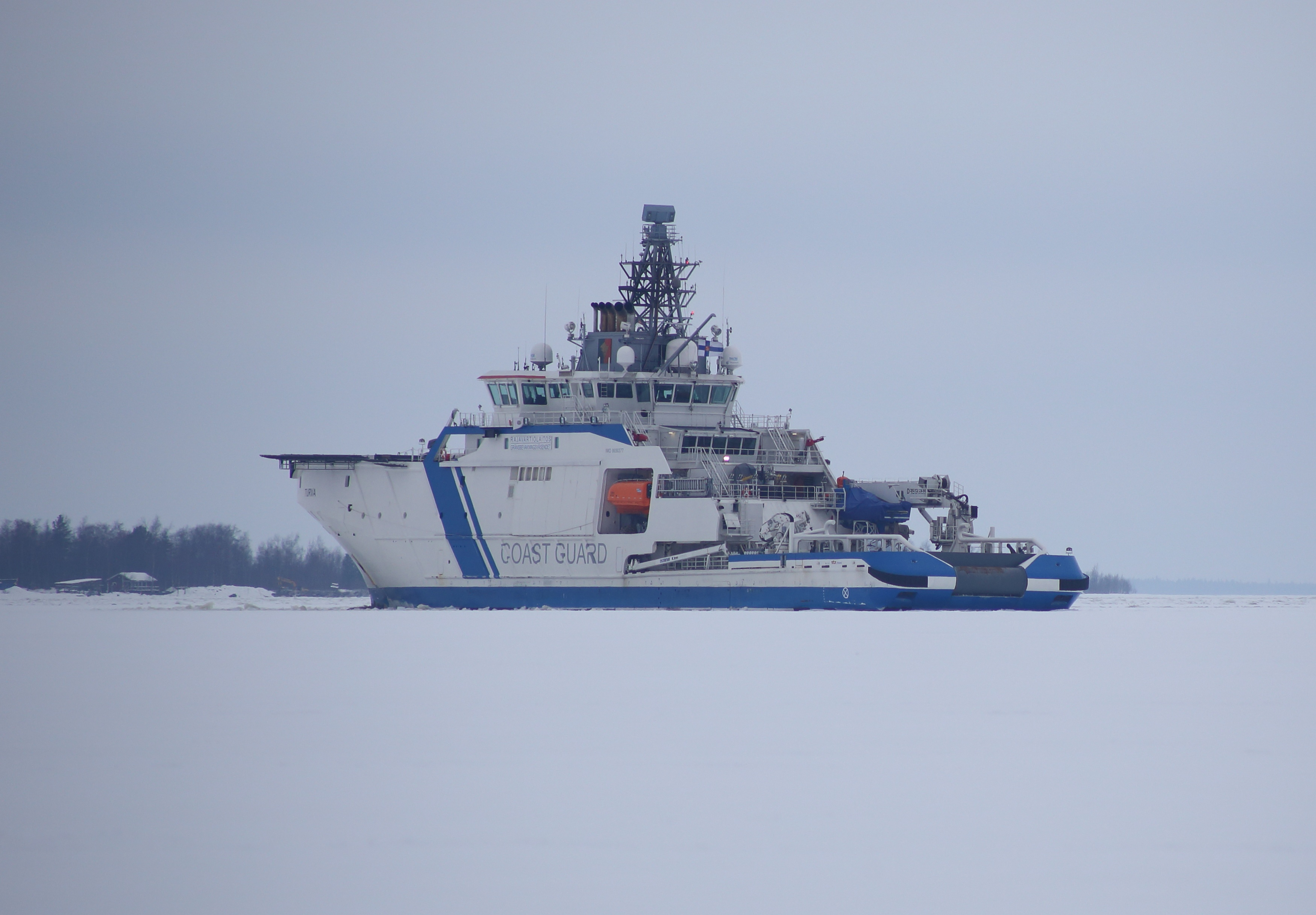
Turva

Elektroniku tvoří pozemní a vzdušný vyhledávací radar Cassidian TRS-3D s dosahem 200 km. Plavidlo může na zádi převážet až devět standardních 20stopových kontejnerů a malý člun. Je vybaveno nádržemi pro uložení 1000 m3 odčerpané ropy a 200 m3 chemikálií. Na přídi se nachází přistávací plocha pro vrtulník.
Pohonný systém je koncepce CODLAD. Tvoří jej dva motory Wärtsilä 12V34DF, každý o výkonu 6400 kW, spalující naftu nebo LNG. Motory pohánějí jeden centrální lodní šroub se stavitelnými lopatkami a dva pody Rolls-Royce AZP120CP. Manévrovací schopnosti plavidla zlepšují dvě příďová dokormidlovací zařízení. Nejvyšší rychlost dosahuje 18 uzlů. Turva je první oceánskou hlídkovou lodí s takto koncipovaným pohonným systémem.